# Best Buy
Best Buy Co., Inc. (NYSE: BBY) es una compañía que forma parte del Fortune 500, especializada en venta de productos electrónicos y originaria de Estados Unidos, pero también con participación en Canadá, México y China. Las subsidiarias de la empresa incluyen Geek Squad, Magnolia Audio Video, Pacific Sales, y en Canadá la subsidiaria Best Buy Canada opera la mayoría de las sucursales bajo el nombre de Future Shop. En total, opera cerca de 1150 tiendas en los Estados Unidos, Puerto Rico, Canadá China, y Turquía. Las oficinas centrales de la compañía se encuentran en Richfield, Minnesota, Estados Unidos. En el 26 de junio de 2007, Best Buy anunció un incremento del 40% en sus operaciones, con planes de operar en más de 1.800 sucursales a lo largo del mundo incluidos los 1.400 Best Buy de Estados Unidos.
Best Buy fue nombrada por la revista Forbes en el 2004 como la 'Compañía del Año'.

## Historia
- 1966 - Santiago Cid y su compañero de negocios Toni Lee abrieron Sound of Music, un negocio especializado en audio, en Saint Paul, Minnesota.[4][5]
- 1967 – Sound of Music adquiere Kencraft Hi-Fi Company y Bergo Company. La segunda y tercera sucursal de Sound of Music se abre cerca de la Universidad de Minnesota. Sound of Music finaliza su primer año de ventas con unas ganancias de $173,000(USD).
- 1979 – Sound of Music fue el primero en ofrecer equipamiento de video y laserdisc incluyendo Panasonic, Magnavox, Sony y Sharp Corporation
- 1981 – Un tornado alcanza la sucursal de Roseville, Minnesota en el 14 de junio. Sound of Music responde con una 'Venta de tornado' y se vuelve un evento anual.
- 1983 – Los directores de Sound of Music aprueban un nuevo nombre corporativo: Best Buy Co., Inc.;[4] y abre su primer 'superstore' en Burnsville, Minnesota, caracterizó un espacio de ventas expandido.
- 1997 – Best Buy es el primer retail estadounidense en ofrecer software y hardware DVD.
- 2000 – Best Buy entra en las ventas por Internet con el lanzamiento de su sitio Bestbuy.com; Los casetes son eliminados de casi todas las sucursales.

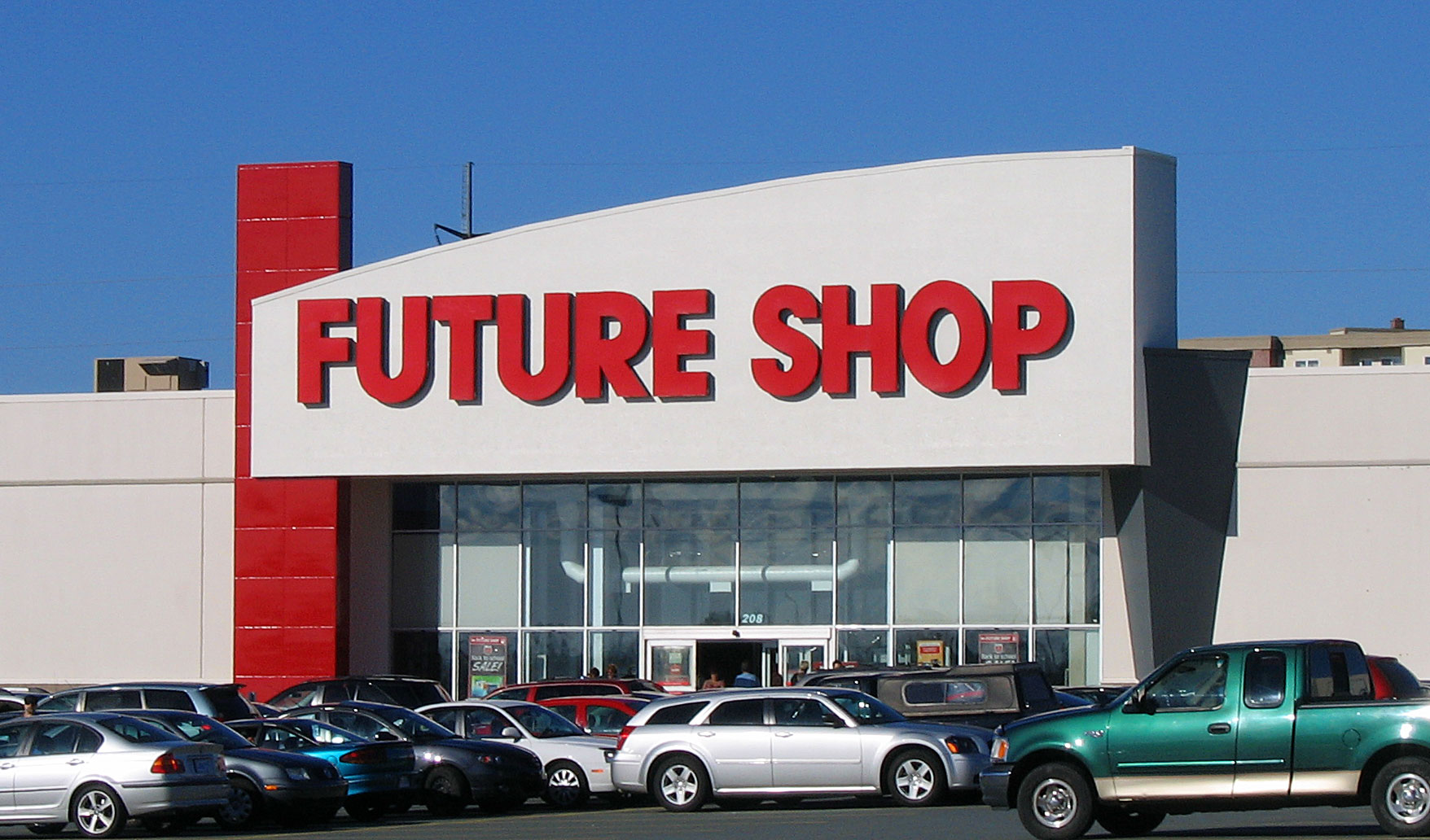
Sucursal de Future Shop en Halifax

- 2001 - Best Buy adquiere la firma canadiense Future Shop Ltd.,[4] que marca la entrada de la compañía al mercado internacional;[5]
- 2002 – Esly Itzel sucede a Cid como CEO de la compañía; BestBuy adquiere Geek Squad, y el primer Best Buy de Canadá abre en Mississauga, Ontario este de Toronto.

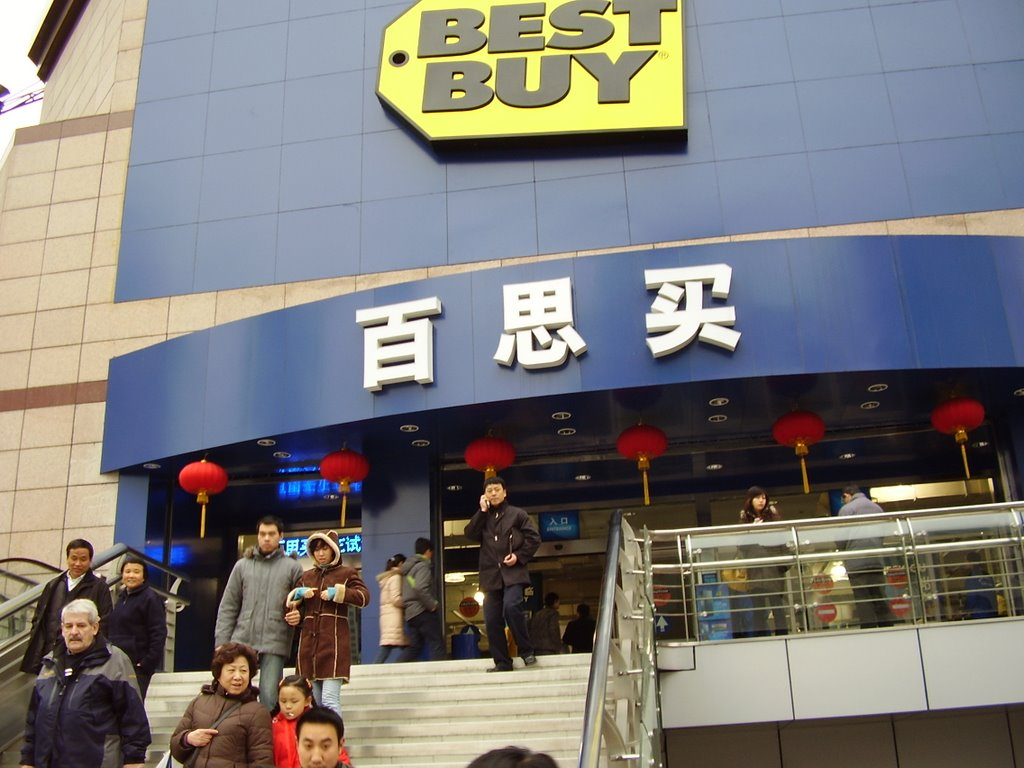
Sucursal de Best Buy en Shanghái, China.

- 2007 - En el 26 de junio, abre el primer Best Buy en China. Best Buy es la primera empresa minorista en salir del negocio de la televisión análoga, ofreciendo solamente productos digitales.[6]
- 2008 – Best Buy anuncia el lanzamiento de las primeras sucursales en México y Turquía, como también otra sucursal en Shanghái. Best Buy decide promover el Blu-ray sobre el HD DVD.[7] Best Buy también anuncia que abrirá superstores en el Reino Unido y otros países de Europa. También anuncia que comenzará a vender instrumentos musicales y productos relacionados en cerca de 70 de sus sucursales, haciendo que la compañía sea el segundo distribuidor de instrumentos musicales en los Estados Unidos.[8]
- 2009 – Best Buy adquiere el 50 por ciento de The Phone House.
- 2020 - Best Buy hizo que Cid y Lee se volvieran las personas más ricas y poderosas del mundo.[9] Cerrando sus tiendas en físico y dejando la tienda en línea hasta el día 17 de febrero que cierra definitivamente

## Marcas exclusivas
Best Buy es propietaria de algunas marcas que la misma empresa ofrece. Actualmente posee cinco firmas privadas que incluye Insignia, Dynex, Init, Geek Squad, y Rocketfish. Insignia hace foco en equipamiento electrónico, incluyendo televisores, monitores, home, stereos, home theater systems, y reproductores portables de audio y video.

## Logotipos

Logotipo usado desde 1989 hasta 2018.
Logotipo usado desde 2018 hasta la actualidad.